# Laguna Verde (sjö i Chile)
Laguna Verde är en sjö i Chile.   Den ligger i regionen Región de Atacama, i den nordöstra delen av landet, 800 km norr om huvudstaden Santiago de Chile. Laguna Verde ligger 4 332 meter över havet. Arean är 15,7 kvadratkilometer. Den sträcker sig 4,7 kilometer i nord-sydlig riktning, och 6,3 kilometer i öst-västlig riktning.
Trakten runt Laguna Verde är ofruktbar med lite eller ingen växtlighet. Runt Laguna Verde är det mycket glesbefolkat, med 7 invånare per kvadratkilometer.